# Mömlingen
Mömlingen er en kommune i Landkreis Miltenberg i Regierungsbezirk Unterfranken i den tyske delstat Bayern.

## Geografi
Mömlingen, kaldes også „Tor zum Odenwald“ – "Porten til Odenwald" ligger omkranset af skovklædte høje i den nordlige del af Odenwald ved grænsen mellem Bayern og Hessen i den yndefulde dal til floden Mümling. Mömlingen grænser i nord til den bayerske Landkreis Aschaffenburg mod vest til de hessiske landkreise Darmstadt-Dieburg og Odenwaldkreis.